# سروو موتور

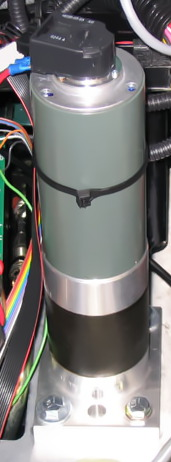
سرو موتور صنعتی سیلندر خاکستری/سبز موتور DC نوع براش است. بخش سیاه در پایین شامل چرخ دنده کاهش سیاره ای است و جسم سیاه در بالای موتور رمزگذار چرخشی نوری برای بازخورد موقعیت است. این محرک فرمان یک وسیله نقلیه ربات بزرگ است.

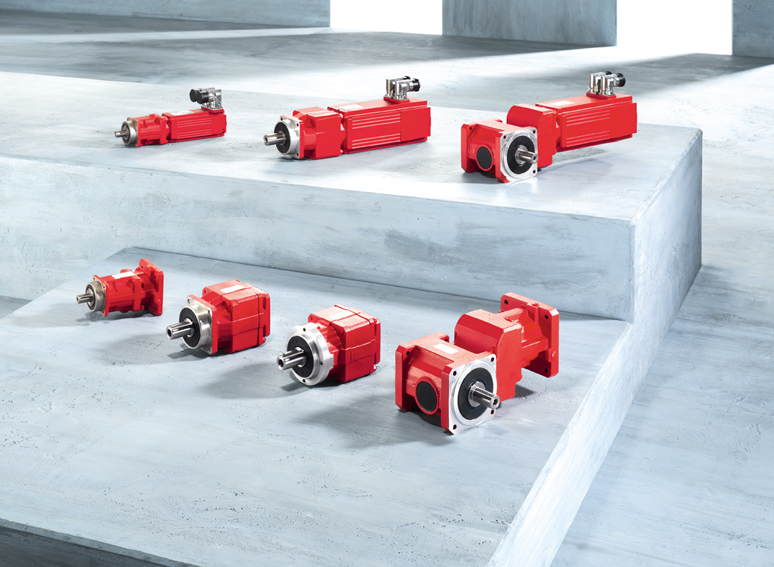
سروموتورها و گیربکس‌های صنعتی، با پایه‌های فلنج استاندارد برای قابلیت تعویض

سروموتور (یا موتور سروو) (به انگلیسی: Servomotor) یک محرک چرخشی یا محرک خطی است که امکان کنترل دقیق موقعیت زاویه ای یا خطی، سرعت و شتاب را فراهم می‌کند. این شامل یک موتور مناسب است که به یک سنسور برای بازخورد موقعیت متصل شده‌است. همچنین به یک کنترلر نسبتاً پیچیده نیاز دارد که اغلب یک ماژول اختصاصی است که به‌طور خاص برای استفاده با سروموتورها طراحی شده‌است.
سروموتورها کلاس خاصی از موتور نیستند، اگرچه اصطلاح سروموتور اغلب برای اشاره به موتور مناسب برای استفاده در یک سیستم کنترل حلقه بسته استفاده می‌شود.
سروموتورها در کاربردهایی مانند رباتیک، ماشین آلات CNC و ساخت خودکار استفاده می‌شوند.

## سازوکار

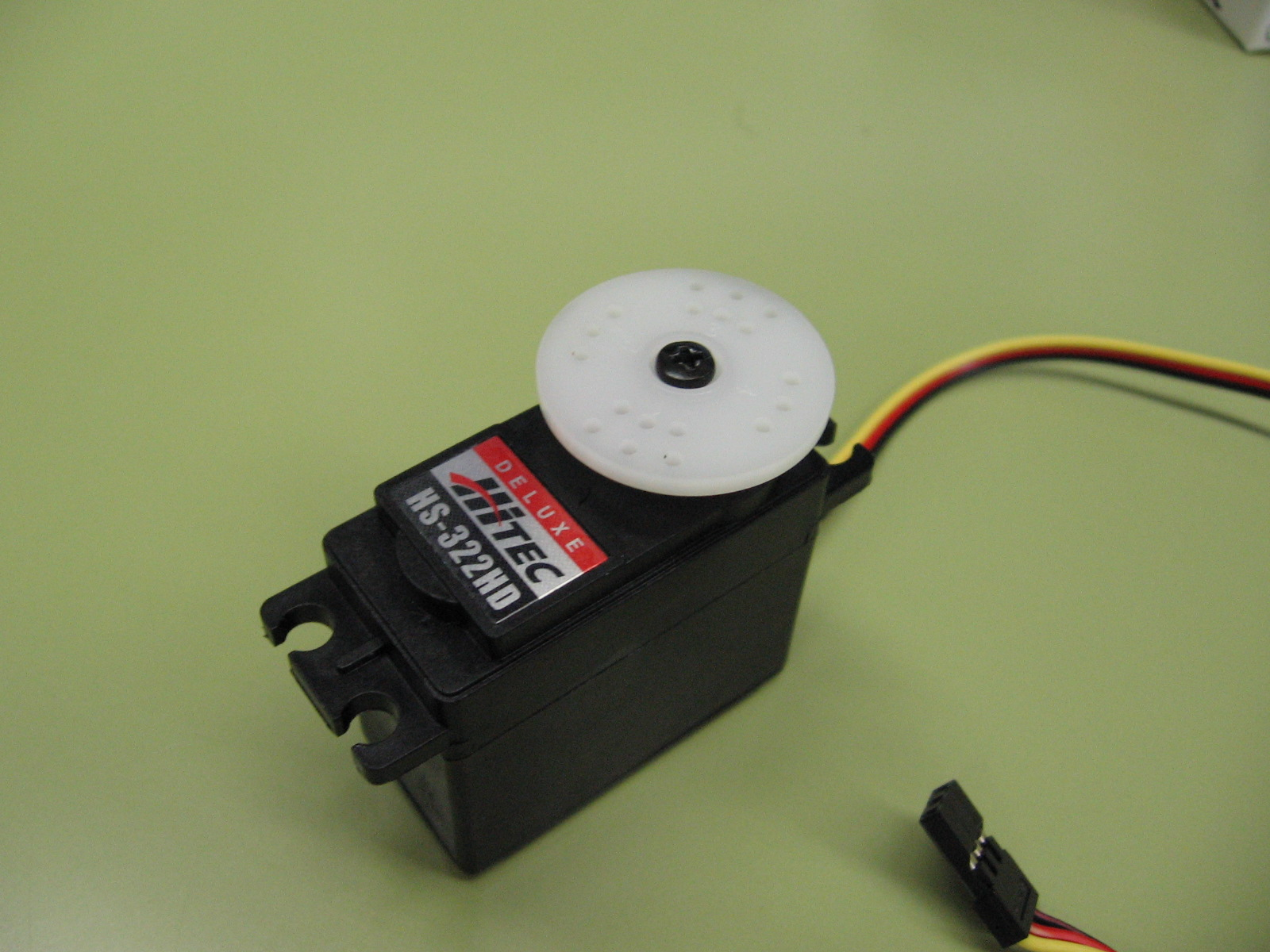
سروموتورها چه کاربردی دارند و چرا استفاده میشوند؟

سروموتور یک سروومکانیسم حلقه بسته است که از بازخورد موقعیت برای کنترل حرکت و موقعیت نهایی خود استفاده می‌کند. ورودی کنترل آن یک سیگنال (آنالوگ یا دیجیتال) است که موقعیت فرمان شفت خروجی را نشان می‌دهد.
موتور با نوعی از رمزگذار موقعیت جفت می‌شود تا بازخورد موقعیت و سرعت را ارائه دهد. در ساده‌ترین حالت، فقط موقعیت اندازه‌گیری می‌شود. موقعیت اندازه‌گیری شده خروجی با موقعیت فرمان، ورودی خارجی به کنترل‌کننده مقایسه می‌شود. اگر موقعیت خروجی با موقعیت مورد نیاز متفاوت باشد، یک سیگنال خطا تولید می‌شود که باعث می‌شود موتور در هر جهت بچرخد تا شفت خروجی را به موقعیت مناسب برساند. با نزدیک شدن به موقعیت‌ها، سیگنال خطا به صفر می‌رسد و موتور متوقف می‌شود.
بسیار ساده‌ترین سروموتورها از سنجش موقعیت فقط از طریق پتانسیومتر و کنترل انفجار موتور خود استفاده می‌کنند. موتور همیشه با سرعت کامل می‌چرخد (یا متوقف می‌شود). این نوع سروموتور در کنترل حرکت صنعتی کاربرد زیادی ندارد، اما اساس سرووهای ساده و ارزان مورد استفاده در مدل‌های رادیویی را تشکیل می‌دهد.
سروموتورهای پیچیده‌تر از یک رمزگذار مطلق (نوعی رمزگذار چرخشی) برای محاسبه موقعیت شفت و استنتاج سرعت شفت خروجی استفاده می‌کنند. برای کنترل سرعت موتور از یک درایو با سرعت متغیر استفاده می‌شود. هر دوی این پیشرفت‌ها، معمولاً در ترکیب با یک الگوریتم کنترل PID، به سروموتور اجازه می‌دهند تا سریع‌تر و دقیق‌تر به موقعیت فرمان داده شده و با بیش‌پریشی کمتر به موقعیت فرمان‌دهی برسد.

### سروموتورها در مقابل موتورهای پله ای
سروموتورها معمولاً به عنوان جایگزینی با کارایی بالا برای موتور پله ای استفاده می‌شوند. موتورهای پله‌ای دارای توانایی ذاتی برای کنترل موقعیت هستند، زیرا دارای مراحل خروجی داخلی هستند. این اغلب به آنها اجازه می‌دهد تا به عنوان یک کنترل موقعیت حلقه باز، بدون هیچ رمزگذار بازخوردی استفاده شوند، زیرا سیگنال درایو آنها تعداد مراحل حرکت برای چرخش را مشخص می‌کند، اما برای این، کنترل‌کننده باید موقعیت استپر را بداند. موتور در حال روشن شدن بنابراین، در اولین راه‌اندازی، کنترل‌کننده باید موتور پله‌ای را فعال کرده و آن را در موقعیت مشخصی بچرخاند، مثلاً تا زمانی که یک کلید محدود انتهایی را فعال کند. این را می‌توان هنگام روشن کردن یک چاپگر جوهر افشان مشاهده کرد. کنترل‌کننده حامل جوهر افشان را به سمت چپ و راست حرکت می‌دهد تا موقعیت‌های انتهایی را تعیین کند. یک سروموتور بدون توجه به موقعیت اولیه در هنگام روشن شدن در صورت استفاده از رمزگذار مطلق، می‌تواند بلافاصله به هر زاویه ای که کنترل‌کننده به آن دستور می‌دهد بچرخد.
فقدان بازخورد یک موتور پله ای عملکرد آن را محدود می‌کند، زیرا موتور پله ای فقط می‌تواند باری را هدایت کند که به خوبی در ظرفیت خود باشد، در غیر این صورت از دست دادن مراحل زیر بار ممکن است منجر به خطاهای موقعیت‌یابی شود و سیستم ممکن است مجدداً راه اندازی یا کالیبره شود. رمزگذار و کنترلر یک سروموتور هزینه اضافی دارند، اما عملکرد کلی سیستم (برای تمام سرعت، قدرت و دقت) را نسبت به ظرفیت موتور اصلی بهینه می‌کنند. با سیستم‌های بزرگتر، که در آن یک موتور قدرتمند نشان دهنده نسبت فزاینده ای از هزینه سیستم است، سروموتورها از این مزیت برخوردارند.
در سال‌های اخیر محبوبیت فزاینده ای در موتورهای پله ای حلقه بسته افزایش یافته‌است. آنها مانند سروموتورها عمل می‌کنند، اما تفاوت‌هایی در کنترل نرم‌افزاری خود برای داشتن حرکت صاف دارند. مزیت اصلی استپر موتور حلقه بسته، هزینه نسبتاً پایین آن است. همچنین نیازی به تنظیم کنترل‌کننده پی‌آی‌دی روی سیستم پله ای حلقه بسته نیست.
بسیاری از کاربردها، مانند دستگاه‌های برش لیزری، ممکن است در دو محدوده ارائه شوند، محدوده قیمت پایین با استفاده از موتورهای پله ای و محدوده عملکرد بالا با استفاده از سرو موتورها.

## رمزگذارها
اولین سروموتورها با synchros به عنوان رمزگذار آنها توسعه یافتند. کارهای زیادی با این سیستم‌ها در توسعه توپخانه‌های رادار و ضدهوایی در طول جنگ جهانی دوم انجام شد.
سروموتورهای ساده ممکن است از پتانسیومترهای مقاومتی به عنوان رمزگذار موقعیت خود استفاده کنند. اینها فقط در بسیار ساده‌ترین و ارزان‌ترین سطح استفاده می‌شوند و در رقابت نزدیک با موتورهای پله ای هستند. آنها از سایش و نویز الکتریکی در مسیر پتانسیومتر رنج می‌برند. اگرچه می‌توان سیگنال موقعیت آنها را به صورت الکتریکی متمایز کرد تا سیگنال سرعت به دست آید، کنترل‌کننده پی‌آی‌دی که می‌توانند از چنین سیگنال سرعتی استفاده کنند، معمولاً رمزگذار دقیق تری را تضمین می‌کنند.
سروموتورهای مدرن از رمزگذارهای چرخشی اعم از مطلق یا افزایشی استفاده می‌کنند. رمزگذارهای مطلق می‌توانند موقعیت خود را در هنگام روشن شدن مشخص کنند، اما پیچیده‌تر و گران‌تر هستند. رمزگذارهای افزایشی ساده‌تر، ارزان‌تر هستند و با سرعت‌های بالاتر کار می‌کنند. سیستم‌های افزایشی، مانند موتورهای پله‌ای، اغلب توانایی ذاتی خود را برای اندازه‌گیری فواصل چرخش با یک سنسور ساده موقعیت صفر ترکیب می‌کنند تا موقعیت خود را هنگام راه‌اندازی تنظیم کنند.
گاهی اوقات به جای سروموتورها از موتوری با رمزگذار خطی خارجی جداگانه استفاده می‌شود. این سیستم‌های موتور + رمزگذار خطی از عدم دقت در پیشرانه بین موتور و واگن خطی جلوگیری می‌کنند، اما طراحی آنها پیچیده‌تر می‌شود زیرا دیگر یک سیستم از پیش بسته‌بندی شده کارخانه نیستند.

## موتورها
نوع موتور برای سروموتور مهم نیست و ممکن است از انواع مختلفی استفاده شود. در ساده‌ترین حالت، موتورهای DC آهنربای دائمی برس خورده، به دلیل سادگی و هزینه کم، استفاده می‌شوند. سروموتورهای صنعتی کوچک معمولاً موتورهای براشلس کموتاسیون الکترونیکی هستند. برای سروموتورهای صنعتی بزرگ، معمولاً از موتورهای القایی AC استفاده می‌شود که اغلب با درایوهای فرکانس متغیر امکان کنترل سرعت آنها را فراهم می‌کند. برای عملکرد نهایی در یک بسته جمع و جور، از موتورهای AC بدون جاروبک با میدان آهنربای دائمی استفاده می‌شود که به‌طور مؤثر نسخه‌های بزرگی از موتورهای الکتریکی DC بدون جاروبک هستند.
ماژول‌های درایو برای سرو موتورها یک جزء صنعتی استاندارد هستند. طراحی آنها شاخه ای از الکترونیک قدرت است که معمولاً بر اساس یک ماسفت سه فاز یا پل H IGBT است. این ماژول‌های استاندارد یک جهت و تعداد پالس (فاصله چرخش) را به عنوان ورودی می‌پذیرند. آنها همچنین ممکن است شامل نظارت بر دمای بیش از حد، گشتاور بیش از حد، و ویژگی‌های تشخیص سکون باشند. از آنجایی که نوع رمزگذار، نسبت چرخ دنده و دینامیک کلی سیستم مختص برنامه کاربردی است، تولید کنترلر کلی به عنوان یک ماژول خارج از قفسه دشوارتر است و بنابراین اینها اغلب به عنوان بخشی از کنترل‌کننده اصلی اجرا می‌شوند.

## کنترل
اکثر سروموتورهای مدرن حول یک ماژول کنترلر اختصاصی از همان سازنده طراحی و عرضه می‌شوند. همچنین ممکن است کنترل‌کننده‌ها در اطراف میکروکنترلرها به منظور کاهش هزینه برای کاربردهای با حجم زیاد توسعه داده شوند.

## سروموتورهای یکپارچه
سروموتورهای یکپارچه به گونه ای طراحی شده‌اند که موتور، درایور، رمزگذار و لوازم الکترونیکی مرتبط را در یک بسته واحد قرار دهند.